# Niederkassel (Düsseldorf)
Niederkassel (letteralmente «Kassel di Sotto», in contrapposizione alla vicina Oberkassel – «Kassel di Sopra») è un quartiere della città tedesca di Düsseldorf, appartenente al distretto 4.

## Storia
All'inizio del XX secolo, Oberkassel e Niederkassel erano luoghi molto apprezzati dagli artisti come residenza , grazie alla mostra nazionale d'arte tenutasi a Düsseldorf nel 1902.
Negli anni '70, Oberkassel e Niederkassel sono diventate una meta popolare per la comunità giapponese in Germania.  Nel 1973 è stata inaugurata a Niederkassel la sede permanente della Scuola giapponese di Düsseldorf. Nel 1993 è stata aperta l'Ekō House, un centro per la cultura giapponese con una tradizionale casa da tè giapponese e un tempio buddista. Niederkassel è talvolta chiamata Klein-Tokio (“Piccola Tokyo”) dalla popolazione locale.
Dal 1887, a Niederkassel si tiene una festa con una gara annuale di barili. I barili vengono trasportati su speciali carretti a mano chiamati “Schörskar”.